# 洪泛路由

洪泛路由演算法

洪泛法（Flooding）是一種簡單的路由演算法，將收到的封包，往所有的可能連結路徑上遞送，直到封包到達為止。
洪泛法被使用在橋接器上，Usenet以及點對點檔案分享等。部份的路由協定也以洪泛法為基礎，例如开放式最短路径优先（OSPF）、距離向量群體廣播路由協定(Distance Vector Multicast Routing Protocol，DVMRP)。無線隨意網路也使用洪泛法來進行路由。

## 演算法
洪泛法的基本原理是，當封包到達某一個節點時，路由器根據現存的連線，將封包複製，往每一個連線上寄送（除了封包進來的連線之外）。這保證了，只要目的地是可以到達的，封包最終一定可以到達目的。

## 優點
如果一个封包可以被送达，那么它一定会被送达 (也许很多次)。
因为洪泛的原理是利用网络中所有的路径来传输，所以封包可以通过最短的路径被送达。（走了更长路径的封包可能会在走最短路径的封包已经被送达后送达）。
这个算法实现起来相对简单。

## 缺點
传输的数据量极大，不适合高负载的环境
如果出现闭环，需要一些技术手段（如TTL等）以避免出现无限循环的数据包